# Jesper de Jong
Jesper de Jong (Haarlem, 31 mei 2000) is een Nederlands tennisser.

## Loopbaan
In 2018 nam De Jong deel aan de Olympische Jeugdspelen maar hij wist daar geen medaille te behalen. De Jong won zijn eerste challenger aan de zijde van Sem Verbeek in 2021 in Sint-Petersburg. Hij won in 2021 vier challengers, in 2022 slaagde hij erin om drie challengers te winnen waarvan twee met landgenoot Bart Stevens en een met Max Houkes.
In 2024 wist De Jong zich voor het eerst in zijn loopbaan te plaatsen voor een grandslamtoernooi. Op het  Australian Open bereikte hij de tweede ronde, waar hij verloor van de latere winnaar Jannik Sinner. Ook nam hij in 2024 voor het eerst deel aan Roland Garros.

## Palmares
| Legenda               |
| --------------------- |
| Grand Slam            |
| Olympische Spelen     |
| ATP Finals            |
| ATP Tour Masters 1000 |
| ATP Tour 500          |
| ATP Tour 250          |

### Enkelspel
| gewonnen challengers |                  |                     |           |                    |          |
| 1.                   | 20 juni 2021     | Almaty              | gravel    | Tomás Barrios Vera | 6-1, 6-2 |
| 2.                   | 20 augustus 2023 | Grodzisk Mazowiecki | hardcourt | Benjamin Hassan    | 6-3, 6-3 |
| 3.                   | 22 juni 2024     | Sassuolo            | gravel    | Daniel Altmaier    | 7-6, 6-1 |

### Dubbelspel
| nr.                  | finale          | toernooi        | ondergrond    | partner           | tegenstanders                                | score             |
| -------------------- | --------------- | --------------- | ------------- | ----------------- | -------------------------------------------- | ----------------- |
| gewonnen challengers |                 |                 |               |                   |                                              |                   |
| 1.                   | 14 maart 2021   | Sint-Petersburg | hardcourt (i) | Sem Verbeek       | Konstantin Kravtsjoek Denis Jevsejev         | 6-1, 3-6, [10-5]  |
| 2.                   | 30 mei 2021     | Oeiras          | gravel        | Tim van Rijthoven | Julian Lenz Roberto Quiroz                   | 6-1, 7-6          |
| 3.                   | 13 juni 2021    | Almaty          | gravel        | Vitali Satsjko    | Vladyslav Manafov Jevgeni Tjoernev           | 7-6, 6-1          |
| 4.                   | 7 november 2021 | Guayaquil       | gravel        | Bart Stevens      | Diego Hidalgo Cristian Rodríguez             | 7-5, 6-2          |
| 5.                   | 27 maart 2022   | Santa Cruz      | gravel        | Bart Stevens      | Nicolás Barrientos Miguel Ángel Reyes-Varela | 6-4, 3-6, [10-6]  |
| 6.                   | 1 mei 2022      | Rome            | gravel        | Bart Stevens      | Sadio Doumbia Fabien Reboul                  | 3-6, 7-5, [10-8]  |
| 7.                   | 30 oktober 2022 | Lima            | gravel        | Max Houkes        | Guido Andreozzi Guillermo Durán              | 7-6, 3-6, [12-10] |